# جان فوترگیل
جان فوترگیل (انگلیسی: John Fothergill؛ ۸ مارس ۱۷۱۲ – ۲۶ دسامبر ۱۷۸۰) پزشک، نیکوکار، جمع‌آوری‌کنندهٔ گیاهان و کوئیکر اهل پادشاهی بریتانیای کبیر بود. وی پس از تحصیل در مدرسه سدبرگ،  شاگرد داروساز شد. در سال ۱۷۳۶ مدرک دکترای پزشکی را از ادینبورو دریافت کرد و سپس به ادامه تحصیل در «بیمارستان سنت توماس لندن» پرداخت. پس از گشت و گذار در قاره اروپا در سال ۱۷۴۰، در لندن سکونت گزید و در آنجا به پزشکی گسترده‌ای مشغول شد. گفته می‌شود که او در طول اپیدمی آنفلوانزای سال‌های ۱۷۷۵ و ۱۷۷۶ روزانه ۶۰ بیمار را درمان می‌کرد.
جان فوترگیل در سال ۱۷۴۵، سخنرانی کوتاهی در انجمن سلطنتی لندن ایراد کرد و به آثار پزشک و جراح اسکاتلندی، ویلیام توساش (حدود ۱۷۰۰–۱۷۷۱) اشاره نمود. این نخستین سخنرانی شناخته‌شده درباره روش تنفس دهان به دهان است. همچنین به او نسبت داده می‌شود که برای نخستین بار نورالژی عصب سه‌قلو را در اثر خود با عنوان «درباره یک بیماری دردناک صورت» در سال ۱۷۷۳ شناسایی و نامگذاری کرد. او همچنین درباره آنژین صدری و دیفتری نیز نوشت.
دست‌نوشتۀ فوترگیل با عنوان «گزارش گلودردی همراه با زخم‌ها» (۱۷۴۸) یکی از نخستین وصف‌های پزشکی گلودرد استرپتوکوکی به زبان انگلیسی را دربردارد و به چند زبان ترجمه شده است. رد درمان‌های سنتی ناکارآمد برای این بیماری توسط او، جان بسیاری از مبتلایان را نجات داد. او دوست نزدیک بنجامین فرانکلین بود. همچنین از انتشار مقالات فرانکلین درباره برق حمایت کرد و مقدمه‌ای بر آن‌ها نوشت.
آثار پزشکی وی در زمان خود، تأثیرگذار بودند. او در اوقات فراغت خود به مطالعه صدف‌شناسی و گیاه‌شناسی می‌پرداخت و یک باغ گیاهی بسیار بزرگ ساخت که امروزه «پارک وِست هَـم» در مرکزِ شرقی لندن است.
وی همچنین برندهٔ افتخاراتی همچون همکار انجمن سلطنتی شده‌است.

## بیشتر بخوانید
- Fothergill, John; Elliot, John (1781). A Complete Collection of the Medical and Philosophical Works of John Fothergill. London: John Walker. John Fothergill.
- .shtml جان فوترگیل. In: Biographisch-Bibliographisches Kirchenlexikon (BBKL). Bd. 31, , Sp. 456–464. (آلمانی)
- Fothergill, Samuel; Crosfield, George (1843). Memoirs of the Life and Gospel Labours of Samuel Fothergill, with Selections from his Correspondence. London: D. Marples. fothergill. contains information on John Fothergill, the author's father
- Harvey, Karen, ed. (2005). The Kiss in History. Manchester: Manchester University Press. ISBN 9780719065958. – See Chapter 5: Davidson, Luke, The kiss of life in the eighteenth century: the fate of an ambiguous kiss.
- Fox, Richard Hingston (1919). Dr. John Fothergill and his friends; chapters in eighteenth century life. London: Macmillan.

1. 1 2  DeLacy 2007.
2. 1 2 3  Chisholm 1911, p. 733.
3. ↑  Fothergill, J (1745). "Observations on the recovery of a man dead in appearance by distending the lungs with air". Philosophical Transactions of the Royal Society of London. 43 (475).
4. ↑  Pearce, J. M. S. (2003). "Trigeminal neuralgia (Fothergill's disease) in the 17th and 18th centuries". Journal of Neurology, Neurosurgery & Psychiatry. 74 (12): 1688. doi:10.1136/jnnp.74.12.1688. PMC 1757428. PMID 14638891.
5. ↑  Pearce, J. M. S. (2013). "John Fothergill: a biographical sketch and his contributions to neurology". Journal of the History of the Neurosciences. 22 (3): 261–276. doi:10.1080/0964704X.2012.714136. ISSN 1744-5213. PMID 23631465. S2CID 205664435.
6. ↑  Fothergill, John (1971). Chain of friendship : selected letters of Dr. John Fothergill of London, 1735-1780. Cambridge. ISBN 978-0-674-33186-0. OCLC 598486328.
7. ↑  Pine, Frank Woodworth, ed. (1916). "Autobiography of Benjamin Franklin. (see: XVIII Scientific Experiments)". Project Gutenberg. Henry Holt and Company. Retrieved 16 June 2021.